# Helicia
Genre
Helicia est un genre de plantes à fleurs de la famille des Proteaceae.
Ce sont des arbustes ou des arbres trouvés dans le sud de l'Asie et jusqu'en Nouvelle-Galles du Sud en Australie.

## Liste d'espèces
Selon BioLib (5 septembre 2020) :
- Helicia attenuata (Jack) Blume
- Helicia australasica F.Muell.
- Helicia blakei Foreman
- Helicia cauliflora Merr.
- Helicia clivicola W.W. Sm.
- Helicia cochinchinensis Lour.
- Helicia dongxingensis H.S. Kiu
- Helicia excelsa (Roxb.) Blume
- Helicia ferruginea F.Muell.
- Helicia formosana Hemsl.
- Helicia fuscotomentosa Suess.
- Helicia glabriflora F.Muell.
- Helicia grandis Hemsl.
- Helicia grayi Foreman
- Helicia hainanensis Hayata
- Helicia kwangtungensis W.T. Wang
- Helicia lamingtoniana (F.M.Bailey) C.T.White ex L.S.Sm.
- Helicia lewisensis Foreman
- Helicia longipetiolata Merr. & Chun
- Helicia maxwelliana Gibbs
- Helicia moluccana (R. Br.) Blume
- Helicia nilagirica Bedd.
- Helicia nortoniana (F.M.Bailey) F.M.Bailey
- Helicia obovatifolia Merr. & Chun
- Helicia petiolaris Benn.
- Helicia pterygota Sleumer
- Helicia pyrrhobotrya Kurz
- Helicia recurva Foreman
- Helicia rengetiensis Masam.
- Helicia reticulata W.T. Wang
- Helicia robusta (Roxb.) R.Br. ex Blume
- Helicia shweliensis W.W. Sm.
- Helicia silvicola W.W. Sm.
- Helicia tibetensis H.X. Qiu
- Helicia tsaii W.T. Wang
- Helicia vestita W.W. Sm.

Selon Catalogue of Life (5 septembre 2020) :
- Helicia acutifolia Sleum.
- Helicia affinis Sleum.
- Helicia albiflora Sleum.
- Helicia amplifolia Sleum.
- Helicia archboldiana Sleum.
- Helicia arguta Sleum.
- Helicia attenuata (Jack) Bl.
- Helicia australasica F. Müll.
- Helicia biformis Sleum.
- Helicia blakei D. B. Foreman
- Helicia bullata Sleum.
- Helicia calocoma D. B. Foreman
- Helicia cameronii F. Müll.
- Helicia carrii Sleum.
- Helicia celata D. B. Foreman
- Helicia celebica Sleum.
- Helicia ceylanica Gardn.
- Helicia clemensiae Sleum.
- Helicia clivicola W. W. Sm.
- Helicia cochinchinensis Lour.
- Helicia coeruleopurpurea P. van Royen
- Helicia commutata Sleum.
- Helicia dentellata Sleum.
- Helicia dongxingensis H. S. Kiu
- Helicia elephanti Sleum.
- Helicia excelsa (Roxb.) Bl.
- Helicia falcata C. Y. Wu
- Helicia ferruginea F. Müll.
- Helicia finis-terrae Lauterbach
- Helicia forbesiana F. Müll.
- Helicia formosana Hemsl.
  - Helicia formosana var. oblanceolata Sleumer
- Helicia fragilis D. B. Foreman
- Helicia fuscotomentosa Suess.
- Helicia glabrescens C. T. White
- Helicia glabriflora F. Müll.
- Helicia graciliflora Merrill
- Helicia grandifolia Lecomte
- Helicia grandis Hemsl.
- Helicia grayi D. B. Foreman
- Helicia hainanensis Hayata
- Helicia hypoglauca Diels
- Helicia insularis D. B. Foreman
- Helicia kjellbergii Sleum.
  - Helicia kjellbergii var. calva Sleum.
- Helicia kwangtungensis W. T. Wang
- Helicia laiagamensis D. B. Foreman
- Helicia lamingtoniana (F. M. Bailey) C. T. White apud L. S. Smith
- Helicia latifolia C. T. White
- Helicia lauterbachiana Sleum.
- Helicia ledermannii Diels
- Helicia lewisensis D. B. Foreman
- Helicia longespicata Sleum.
- Helicia longipetiolata Merr. & Chun
- Helicia loranthoides Presl
- Helicia macrostachya Lauterbach
- Helicia maxwelliana L. S. Gibbs
- Helicia microcarpa Sleum.
- Helicia microneura C. T. White
- Helicia microphylla Diels
- Helicia moluccana (R. Br.) Bl.
- Helicia neglecta Diels ex Sleum.
- Helicia nilagirica Bedd.
- Helicia nortoniana (Bailey) Bailey
- Helicia obovatifolia Merr. & Chun
  - Helicia obovatifolia var. mixta (H. L. Li) Sleumer
- Helicia obtusata Sleum.
- Helicia odorata Diels
- Helicia olivacea Sleum.
- Helicia oreadum Diels
- Helicia pallescens Diels
- Helicia paucinervia Merrill
- Helicia peekelii Lauterbach
- Helicia peltata C. T. White
- Helicia petelotii Merrill
- Helicia petiolaris Benn.
  - Helicia petiolaris var. kingiana (Prain) Sleumer
- Helicia platyphylla Sleum.
- Helicia polyosmoides D. B. Foreman
- Helicia pterygota Sleum.
- Helicia purpurascens Sleum.
- Helicia pyrrhobotrya Kurz
- Helicia recurva D. B. Foreman
- Helicia rengetiensis Masamune
- Helicia retevenia Sleum.
- Helicia reticulata W. T. Wang
- Helicia retusa D. B. Foreman
- Helicia rigidiflora Sleum.
- Helicia robusta (Roxb.) R. Br. ex Wall.
  - Helicia robusta var. integrifolia (Elm.) Sleum.
- Helicia rostrata D. B. Foreman
- Helicia rufescens Prain
- Helicia saruwagedica Sleum.
- Helicia saurauioides Sleum.
- Helicia schlechteri Lauterb.
- Helicia sellae-montis Sleum.
- Helicia serrata (R. Br.) Bl.
  - Helicia serrata var. oreophila Sleum.
- Helicia sessilifolia R. C. K. Chung
- Helicia shweliensis W. W. Sm.
- Helicia silvicola W. W. Sm.
- Helicia sleumeri D. B. Foreman
- Helicia stelechantha Diels
- Helicia stenophylla Merrill
- Helicia subcordata D. B. Foreman
- Helicia symplocoides R. C. K. Chung
- Helicia teysmanniana Sleum.
- Helicia tibetensis H. X. Qiu
- Helicia torricellensis Lauterb.
- Helicia tsaii W. T. Wang
- Helicia uganensis Diels ex Sleum.
- Helicia vanroyenii D. B. Foreman
- Helicia versteeghii D. B. Foreman
- Helicia vestita W. W. Sm.
  - Helicia vestita var. longipes W. T. Wang
- Helicia wollastonii Ridl.
- Helicia woxvoldiana W. N. Takeuchi
- Helicia yangchunensis H. S. Kiu
- Helicia yingtzulinia S. S. Ying

Selon Tropicos (5 septembre 2020) (Attention liste brute contenant possiblement des synonymes) :
- Helicia annularis W.W. Sm.
- Helicia artocarpoides Elmer
- Helicia attenuata Blume
- Helicia brevipetiolata Merr.
- Helicia calocoma Foreman
- Helicia cauliflora Merr.
- Helicia caulifloroides W.T. Wang
- Helicia chunii W.T. Wang
- Helicia clivicola W.W. Sm.
- Helicia cochinchinensis Lour.
- Helicia cornifolia W.T. Wang
- Helicia diversifolia C.T. White
- Helicia dongxingensis H.S. Kiu
- Helicia erratica Hook. f.
- Helicia excelsa Blume
- Helicia falcata N. Jiang, X. Lin, K.Y. Guan & W.B. Yu
- Helicia formosana Hemsl.
- Helicia fuscotomentosa Suess.
- Helicia grandis Hemsl.
- Helicia hainanensis Hayata
- Helicia henryi Diels
- Helicia integrifolia Elmer
- Helicia kwangtungensis W.T. Wang
- Helicia lobata Merr.
- Helicia longipetiolata Merr. & Chun
- Helicia mahmudii P. Chai
- Helicia maxwelliana Gibbs
- Helicia microneura C.T. White
- Helicia moluccana (R. Br.) Blume
- Helicia nilagirica Bedd.
- Helicia obovata Benn.
- Helicia obovatifolia Merr. & Chun
- Helicia pallidiflora W.W. Sm.
- Helicia parasitica (Lour.) Pers.
- Helicia peltata C.T. White
- Helicia petiolaris Benn.
- Helicia pterygota Sleumer
- Helicia pyrrhobotrya Kurz
- Helicia rengetiensis Masam.
- Helicia reticulata W.T. Wang
- Helicia robusta R. Br. ex Blume
- Helicia sayeriana F. Muell.
- Helicia scortechinii Gamble
- Helicia serrata Blume
- Helicia shweliensis W.W. Sm.
- Helicia silvicola W.W. Sm.
- Helicia stricta Diels
- Helicia terminalis Kurz
- Helicia tibetensis H.X. Qiu
- Helicia tonkinensis Lecomte
- Helicia travancorica Bedd.
- Helicia tsaii W.T. Wang
- Helicia tsangii H.L. Li
- Helicia velutina Prain
- Helicia vestita W.W. Sm.
- Helicia whelanii F.M. Bailey
- Helicia yangchunensis H.S. Kiu